# 马修·伦肖
马修·伦肖（英語：Matthew Renshaw，1964年10月31日—），澳大利亚男子游泳运动员，主攻自由泳。他曾代表澳大利亚参加1986年和1990年英联邦运动会游泳比赛，获得二枚金牌。